# مجتمع تفریحی ایران بلوچ
مجتمع تفریحی ایران بلوچ روستایی در دهستان چشمه زیارت بخش مرکزی شهرستان زاهدان استان سیستان و بلوچستان ایران است.

## جمعیت
بر پایه سرشماری عمومی نفوس و مسکن در سال ۱۳۹۵ جمعیت این روستا ۲۲ نفر (۴خانوار) بوده‌است.